# Criciúma EC
Der Criciúma Esporte Clube, in der Regel nur kurz Criciúma genannt, ist ein Fußballverein aus der Großstadt Criciúma im brasilianischen Bundesstaat Santa Catarina. Größter Erfolg des Vereines, der neben Figueirense FC, Avaí FC und Joinville EC zu den vier bedeutendsten Vereinen des Staates zählt, ist der Sieg im brasilianischen Pokalwettbewerb von 1991.

## Geschichte
Der Verein verfolgt seine Ursprünge auf den 1947 gegründeten Comerciário Esporte Clube zurück, der in den 1960er Jahren aufgrund finanzieller Probleme aufgelöst wurde. Der Verein wurde 1976 von einigen früheren Mitgliedern von Comerciário wieder ins Leben gerufen, doch bereits 1978 erfolgte die Umbenennung zum Criciúma EC. Seine Farben, Schwarz und Gelb, erhielt der Verein 1984. 
Im Pokalwettbewerb trafen die seinerzeit von Luiz Felipe Scolari trainierten Tiger auf den renommierten Verein Grêmio Porto Alegre. Im Finalhinspiel in Porto Alegre gelang Vilmar nach nur 15 Minuten die Führung, die Grêmio erst kurz vor Schluss ausgleichen konnte. Im Rückspiel reichte ein torloses Unentschieden, da im Brasilianischen Pokal Auswärtstore doppelt zählen. Dies war auch der erste bedeutende Erfolg des späteren Weltmeister-Trainers.
Der Erfolg berechtigte zur bislang einzigen Teilnahme bei der Copa Libertadores, wo Criciúma 1992 in der ersten Runde vor dem FC São Paulo und zwei bolivianischen Vertretern Gruppensieger wurde. Im Viertelfinale trafen die Schwarz-Gelben erneut auf São Paulo und schieden nach Ergebnissen von 0:1 und 1:1 gegen den späteren Turniersieger aus.
Seither hatte der Verein ein eher wechselhaftes Schicksal. 2005 erfolgte der Abstieg in die drittklassige Série C. Der Verein konnte seither wieder für zwei Jahre in die zweite Liga zurückkehren, stieg aber 2008 erneut ab. Nach der erneuten Rückkehr 2011 in die Série B konnte sich der Verein in der Saison 2012 überraschend als Zweitplatzierter für die Série A qualifizieren. Nachdem der Klub danach mehrmals abstieg, qualifizierte er sich in der Saison 2021 als Tabellendritter der Série C für die Série B 2022. In der  Folgesaison erreichte der Klub den dritten Platz, welcher zum Aufstieg in die Série A für 2024 berechtigte. Nach dem 37. Spieltag der Meisterschaft stand der direkte Wiederabstieg fest.

## Stadion
Criciúma trägt seine Heimspiele im 1955 erbauten, auch Majestoso genannten, Estádio Heriberto Hülse aus, welches 28.749 Zuschauern Platz bietet. Es ist nach einem vormaligen Gouverneur von Santa Catarina benannt, der die Flutlichtanlage spendierte.
Das Stadion wurde nach dem Pokalsieg von 1991 von 15.000 Zuschauern auf eine Kapazität von 25.000 Zuschauern erweitert, damit es den Richtlinien für Spiele in der Copa Libertadores entsprach. Rekordbesuch waren 31.123 Zuschauer am 6. August 1995 in einem Spiel gegen Chapecoense, das Criciúma mit 1:0 gewann und sich damit die Staatsmeisterschaft jenes Jahres sicherte.

## Erfolge
- Pokal von Brasilien: 1991
- Staatsmeister von Santa Catarina (12×): 1968, 1986, 1989, 1990, 1991, 1993, 1995, 1998, 2005, 2013, 2023, 2024
- Staatspokal von Santa Catarina: 1993
- Série B: 2002

## Bekannte Spieler und Trainer
| Spieler - Anderson Alves da Silva - Éder Citadin Martins - Jairo Lenzi - Mahicon Librelato - Mário Jardel - Fabiano Borges - Paulinho Criciúma - Paulo Baier - Roberto Cavalo |  | Trainer - Luiz Felipe Scolari |